# Розріз (креслення)

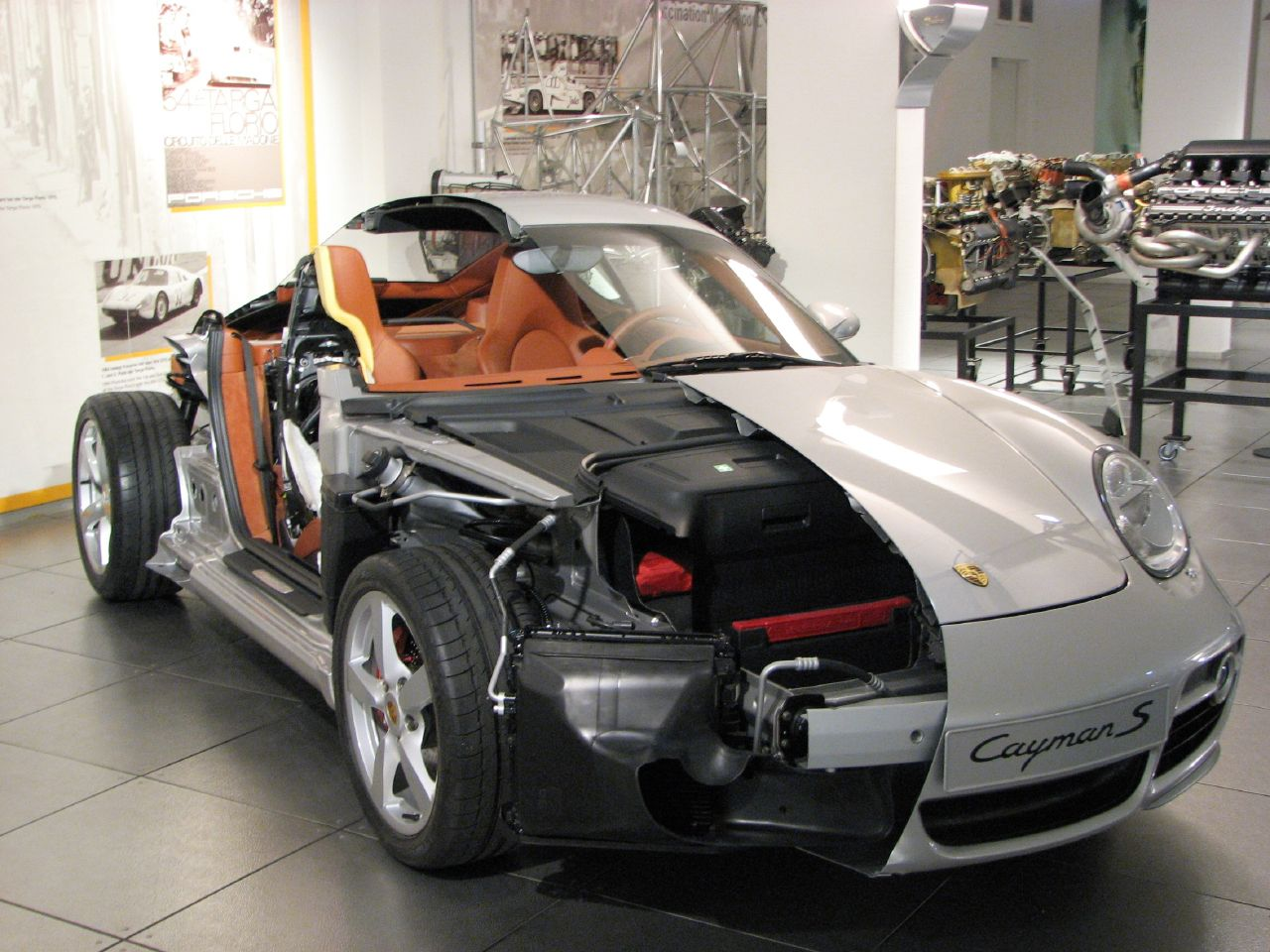
Розріз автомобіля, виконаний на натурному зразку з метою демонстрування конструкції

Ро́зріз у кресленні — ортогональна проєкція предмета, який уявно розітнено одною чи кількома площинами щоб виявити його внутрішню структуру . Розріз є умовним зображенням, бо при його виконанні тільки умовно проводять січні (розтинальні) площини та уявно не показують окремі частини предмета, які розміщені між спостерігачем і цими січними площинами і показують лише ті деталі та їхні частини, що розташовані за січною площиною або потрапляють до неї.

## Класифікація розрізів
Залежно від положення січної площини відносно основних вимірів предмета розрізи поділяються на поздовжні й поперечні, а залежно від кількості січних площин розрізи бувають прості та складні, причому останні поділяються на східчасті та ламані. За повнотою виконання і призначенням розрізи бувають повні (утворені при повному (наскрізному) перетині несиметричного предмета січною площиною) та місцеві (призначені для з'ясування будови предмета в окремому обмеженому місці).
В залежності від положення січних площин відносно площин проєкцій розрізи поділяються на горизонтальні, фронтальні, профільні та похилі.

### Простий розріз
Простий розріз утворюється однією січною площиною та за положенням січної площини поділяється на:
- Горизонтальний розріз — розріз, виконаний січними площинами, паралельними до горизонтальної площини проєкцій.
- Фронтальний розріз — вертикальний розріз, виконаний січними площинами, паралельними до фронтальної площини проєкцій.
- Профільний розріз — вертикальний розріз, виконаний січними площинами, паралельними до профільної площини проєкцій.
- Похилий розріз — розріз, виконаний січною площиною, що складає з горизонтальною площиною проєкції кут, який відрізняється від прямого.
- Поздовжній розріз — розріз, виконаний січними площинами, спрямованими вздовж довжини чи висоти предмета.
- Поперечний розріз — розріз, виконаний січними площинами, спрямованими перпендикулярно до довжини чи висоти предмета.

### Складний розріз
Складний розріз — розріз, виконаний декількома січними площинами, який за їх положенням поділяється на:
- Ступінчатий розріз — складний розріз, виконаний декількома паралельними січними площинами.
- Ламаний розріз — складний розріз, виконаний за допомогою січних площин, що перетинаються не під прямим кутом.

## Виконання розрізів на кресленнях

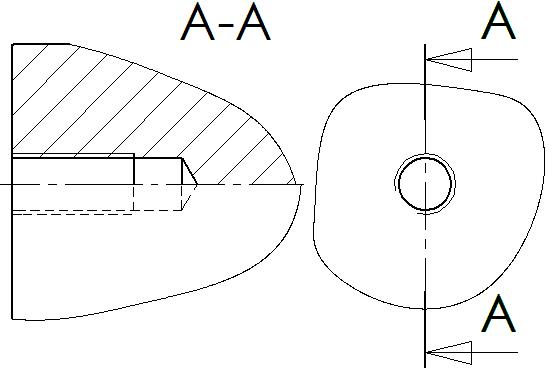
Приклад виконання простого профільного розрізу

Приклад виконання ступінчатого розрізу

Приклад виконання місцевого розрізу

На кресленні внутрішні конфігурації частини предмета в розрізі показують суцільними лініями, як і видимий контур предмета. При цьому те, що знаходиться в січній площині, за винятком порожнин, штрихують тонкою суцільною лінією.
Положення січної площини вказують на кресленні розімкненою (потовщеною) лінією. При складному розрізі штрихи проводять також у місцях перетину січних площин між собою. На початковому і кінцевому штрихах слід ставити стрілки, що вказують напрямок погляду.
Біля початку і кінця лінії перерізу, а при необхідності, і біля місць перетину січних площин ставлять одну й ту ж велику букву. Літери наносять біля стрілок, що вказують напрямок погляду з зовнішнього боку.
Розріз має бути відмічений написом по типу «А-А» (завжди двома літерами через тире).
На будівельних кресленнях біля лінії перетину замість літер допускається застосовувати цифри та так само надписувати назву розрізу (плану) з присвоєнням йому літерних, цифрових або інших позначень.
Коли січна площина збігається з площиною симетрії предмета в цілому, а відповідні зображення розташовані на одному й тому ж аркуші в безпосередньому проєкційному зв'язку і не розділені іншими зображеннями, для горизонтальних, фронтальних і профільних розрізів не позначають положення січної площини і розріз написом не супроводжують.
Горизонтальні, фронтальні та профільні розрізи розташовують на місці відповідних основних видів. До того ж, якщо деталь симетрична, повний розріз зазвичай не виконується. Замість нього виконується суміщення піввигляду з піврозрізом. При цьому на лівій половині фронтальної чи профільної проєкції деталі та на верхній частині для її горизонтальної проєкції виконується вигляд без невидимих ліній (тобто виявляється зовнішня структура деталі), тоді як на іншій половині проєкції виконується розріз (показується внутрішня структура деталі).
Вертикальний розріз, коли січна площина не паралельна до фронтальної або профільної площини проєкцій, а також похилий розріз повинні будуватися і розташовуватися відповідно до напряму, зазначеного стрілками. Допускається розташовувати такі розрізи в будь-якому місці креслення, а також з поворотом до положення, відповідного прийнятому для даного предмета на головному зображенні.
При ламаних розрізах січні площини умовно повертають до суміщення в одну площину, при цьому напрям повороту може не збігатися з напрямком погляду.
Місцевий розріз виділяють на вигляді суцільною хвилястою лінією або суцільною тонкою лінією зі зламом. Ці лінії не повинні збігатися з будь-якими іншими лініями зображення.